# Matt Cordell
Matt Cordell, a veces llamado también el Policía Maniático ("Maniac Cop"), es un asesino ficticio perteneciente a la serie de películas Maniac Cop, destacándose por ser el principal antagonista de la historia.
Fue interpretado por el actor Robert Z'Dar.

## Origen
Cordell fue brutalmente asesinado en la cárcel por reclusos a los que él mismo había ayudado a meter entre rejas. Resucita matando a las personas que se le pongan por delante

## Apariencia
Viste uniforme completo de gala de la policía de Nueva York, con guantes blancos. En algunas entregas se lo ve también con traje de cuero de la policía motorizada.
- Datos: Q3844616